# Cirurgia Moral
Cirurgia Moral é um grupo brasileiro de rap e hip hop formado em Ceilândia, no Distrito Federal. Iniciou suas atividades em 1993, e desde então, lançou diversos álbuns sob a liderança do vocalista Rei.

## História
O Cirurgia Moral iniciou suas atividades em 1993 no Distrito Federal, com Rei (MC) e os DJs China e W. Seguindo o padrão de outros grupos criados no mesmo período como Racionais MC's, Pavilhão 9 e Facção Central a banda usou como seus principais temas a desigualdade social e o relato da vida nas periferias brasileiras. Após realizar diversos shows por Brasília, lançaram uma fita demo para conseguir uma gravadora para o lançamento do primeiro disco. No ano seguinte, o primeiro álbum foi gravado e colocado no mercado pelo selo independente Discovery: Cérebro Assassino. Foi lançado apenas no formato de vinil, contando com faixas acústicas e a participação do grupo Câmbio Negro. O disco vendeu 6 mil cópias e fez com que Cirurgia Moral fosse escolhido como o grupo "Revelação do Ano" na categoria Rap em um evento da Metrô FM de São Paulo.
Em 1995, o grupo contou com a participação de DJ Jamaika, ex-Câmbio Negro, para produzir o segundo álbum, este intitulado A Minha Parte Eu Faço, que foi feito apenas por Rei e o DJ W. As músicas que obtiveram maior sucesso foram "Gospel Gangsta", "Falsa Malandragem e a faixa titulo "A Minha Parte Eu Faço que ajudaram a venda a girar em torno das 12 mil cópias. Em 1998, o grupo fez a regravação do CD Cérebro Assassino com a inclusão de três faixas bônus e logo em seguida lançou o terceiro álbum, Respeito a Quem Merece. Ele mostra a evolução na maturidade dos dois integrantes, que compuseram músicas com grande repercussão na periferia brasileira, nomeadamente “Mortos Amados”, “Quem Vive do Crime - Sinal da Cruz”, “Dorme Neném”, "Casinha", "Reino da Morte" e a faixa título "Respeito a Quem Merece. Após, o grupo lançou outro álbum, Coroa Você Vive, Cara Você Morre. Em 2006, Rei e W agora contando com a participação de Kabala, lançaram Num Dá Nada... Se Der é Pouca Coisa!, que contou com aparições especiais de Tribo da Periferia, Realidade Cruel, Inquérito e DJ Jamaika.
E 2010 ele lança um CD com Duckjay (Tribo Da Periferia) chamado "L.A.T.R.O - Terra de Gladiador".

## Discografia

### Álbuns de estúdio
- 1994 - Cérebro Assassino
- 1997 - A Minha Parte Eu Faço
- 1999 - Respeito a Quem Merece
- 2001 - Coroa Você Vive, Cara Você Morre
- 2004 - A Ocasião Faz o Ladrão
- 2005 - Remixers
- 2006 - Num Dá Nada... Se Der é Pouca Coisa!
- 2009 - Terra De Gladiador (como L.A.T.R.O)
- 2014 - Ao Rei Dos Reis Jesus Cristo
- 2017 - Rei & Parcerias (Coletânea)
- 2024 - Manual de Sobrevivência

### Coletâneas
- 2005 - Remixers Vol. 1
- 2005 - As Melhores do Cirurgia Moral